# Pasqual Capuz Mamano
Pasqual Capuz Mamano (València, 20 de juliol de 1882 - Barcelona, 1959) va ser un dibuixant, cartellista i pintor valencià, germà de l'escultor José Capuz. Ha estat considerat com un dels millors cartellistes del primer quart del segle xx.
Va estudiar belles arts a l'Acadèmia de Sant Carles de València i a l'Escola d'Arts i Oficis de Barcelona (Llotja), on va ser catedràtic. Se li van concedir diversos premis, com en el Concurs de Cartells Anunciadors de l'Exposició Nacional de Barcelona (1920), primer premi en l'Exposició Nacional (1924), primer premi en el Concurs Nacional d'Art Decoratiu (1924) i la medalla d'or en l'Exposició Internacional d'Arts Decoratives de París (1925). Va col·laborar en les revistes Papitu, L'Esquella de la Torratxa i La novella·la d'Ara publicant dibuixos.
Es conserva part del seu treball en el Museu Nacional de Ceràmica i de les Arts Sumptuàries "Gonzàlez Martí" de València.